# 玉島上成
玉島上成（たましまうわなり）は、岡山県倉敷市玉島地域にある大字。

## 概要
玉島の東部、高梁川・霞橋西岸に位置する。かつての浅口郡上成村（うわなりそん）にあたる。
近世初め頃は、吉備穴海（きびのあなうみ）の西端部で玉の浦（たまのうら）や甕の海（もたいのうみ）などと呼ばれた海域であり、西高梁川（又串川、現在の高梁川）の河口部に近かった。
寛永19年、周辺を納めた備中松山藩主・水谷勝隆は干拓による新田開発を計画、承応年間になると干拓事業が開始された明暦元年に汐止が終了し、万次2年に検地終了により第1期の干拓事業が完成した。さらに第2期の工事が計画され、南部の乙島寄の干拓が行われ、寛文8年に完成。先の新田と合わせ、玉島新田と呼ばれた。
後に玉島新田から東部を上成村、北部を爪崎村（つまざきそん）とし、枝村として分村した。
元禄6年に松山藩が除封となり、代わりに江戸幕府領となり倉敷支配所の配下となった。さらに元禄15年、丹波国亀岡藩領（青山家）となる。寛延元年には藩主が松平家に交代、明治に至る。
『備中の新田開発』によると、明治9年、上成村の反別は117町2反1畝であった。
明治9年に浅口郡上成村・玉島村・爪崎村の地域をもって玉島村としたが、明治14年に再び元の3村に分割。明治22年6月1日の町村制の施行にあたり玉島村と合併し、玉島村となる。その後は、玉島町、玉島市を経て、昭和42年に新・倉敷市を新設し、現在に至っている。
地域内を国道2号（玉島バイパス）および旧国道2号が東西に通過しており、そのため元々は農村地帯であったが、現在は幹線道路周辺を中心に商店・企業・住宅が多く立ち並び、市街化が進んでいる。道路から離れた箇所は現在も農地が広がっている。
上成小学校区には住所表記上の玉島上成に加え、玉島の一部や乙島の一部が加わる。

## 人口・世帯数
平成24年9月末現在。
| 町字     | 世帯数 | 男性人口 | 女性人口 | 総人口 | 備考 |
| 玉島上成 | 1602   | 2019     | 2013     | 4032   |      |
| -------- | ------ | -------- | -------- | ------ | ---- |
| 合計     | 1602   | 2019     | 2013     | 4032   |      |

## 通信

### 電話番号
上成地区を含む玉島地域は倉敷MAに属し、市外局番は086。これは倉敷市の他地域に加え都窪郡早島町および岡山市南区の一部（植松・西畦・箕島）と共通となる。

### 郵便番号
全域が玉島郵便局（郵便区番号713）の集配担当区域に当たる。
- 玉島上成 - 713-8101

## 学区
小学校区
全域が倉敷市立上成小学校区。
中学校区
全域が倉敷市立玉島東中学校区。

## 主要施設
教育・保育施設
- 倉敷市立上成幼稚園
- 倉敷市立上成保育園
- 倉敷市立上成小学校

## 交通
道路
- 国道429号（旧国道2号）
- 岡山県道54号倉敷美袋線
- 岡山県道279号下原船穂線
- 水玉ブリッジライン